# When I Grow Up (chanson)
Pour les articles homonymes, voir When I Grow Up.
Singles de The Pussycat Dolls
Wait a Minute
(2006) Whatcha Think About That
(2008)
When I Grow Up est une chanson des Pussycats Dolls qui est le 1er extrait de leur deuxième album Doll Domination.
À ce jour (30 mai 2016), la vidéo a été vue plus de 151 millions de fois sur YouTube. En outre, cette chanson contient un sample de la chanson He's always there des Yardbirds, sortie en 1966.

## Genèse

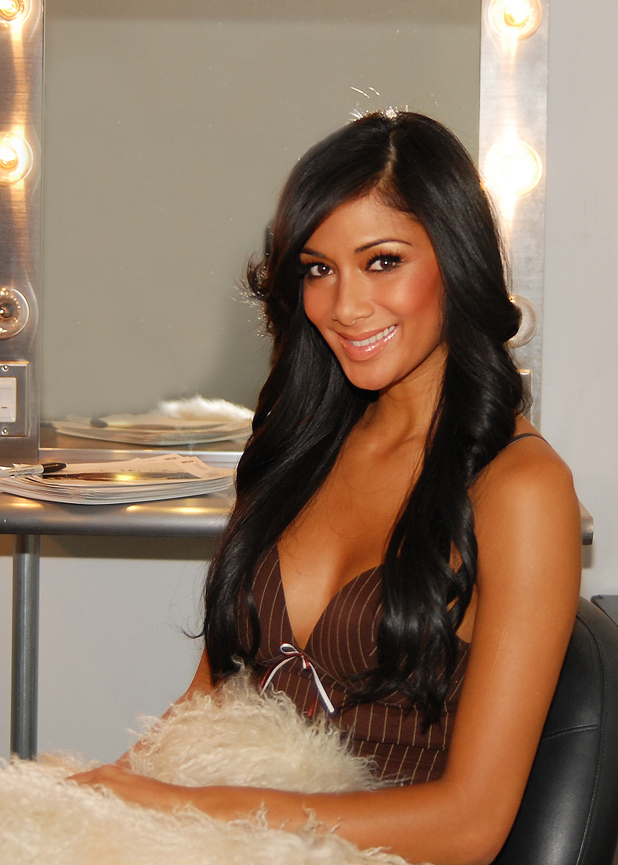
À l'origine Nicole Scherzinger a enregistré When I Grow Up pour son album solo jamais édité Her Name Is Nicole, mais finalement elle préfère s'en servir avec les Pussycat Dolls.

À la suite du succès commercial du premier album PCD des Pussycat Dolls, Nicole Scherzinger la meneuse du groupe enregistre des featurings avec plusieurs artistes dont Shaggy, Avant et P. Diddy. Ces participations contribuent à augmenter la popularité de la chanteuse. Scherzinger commence un travail sur un album solo. Le projet qui s'intitule Her Name Is Nicole doit montrer la face vulnérable de la chanteuse en opposition au travail fait avec les Pussycat Dolls. La chanteuse fait savoir que la reconnaissance du public à travers le groupe n'emplit pas entièrement ses attentes musicales. En même temps que l'enregistrement de son album solo se fait, la production du deuxième album des Pussycat Dolls débute sous le titre Double the Trouble.

## Musique et structure
When I Grow Up est une chanson au rythme rapide de style RnB et electropop,. La chanson est construite autour d'une ligne de synthétiseur rythmée et d'une ligne de basse en sourdine. Des sirènes, des applaudissements, et des changements de tonalités apparaissent au cours de la chanson. Lors que les sirènes retentissent, la voix de Scherzinger est comparé à celle de Britney Spears. 

## Classements et certifications

### Classements hebdomadaires
| Classement (2008)                       | Meilleure position |
| --------------------------------------- | ------------------ |
| Allemagne (Media Control AG)            | 7                  |
| Australie (ARIA)                        | 2                  |
| Autriche (Ö3 Austria Top 40)            | 7                  |
| Belgique (Flandre Ultratop 50 Singles)  | 3                  |
| Belgique (Flandre Ultratip 100)         | 1                  |
| Belgique (Wallonie Ultratop 50 Singles) | 3                  |
| Belgique (Wallonie Ultratip 50)         | 18                 |
| Canada (Hot 100)                        | 3                  |
| Danemark (Tracklisten)                  | 6                  |
| États-Unis (Hot 100)                    | 9                  |
| États-Unis (Pop Airplay)                | 8                  |
| États-Unis (Dance Club Songs)           | 1                  |
| Finlande (Suomen virallinen lista)      | 9                  |
| France (SNEP)                           | 2                  |
| Hongrie (Rádiós Top 40)                 | 2                  |
| Irlande (IRMA)                          | 2                  |
| Japon (Hot 100)                         | 6                  |
| Norvège (VG-lista)                      | 13                 |
| Nouvelle-Zélande (RMNZ)                 | 5                  |
| Pays-Bas (Single Top 100)               | 21                 |
| Tchéquie (IFPI Rádio)                   | 2                  |
| Royaume-Uni (UK Singles Chart)          | 3                  |
| Royaume-Uni (UK R&B Chart)              | 1                  |
| Slovaquie (IFPI Rádio)                  | 2                  |
| Suède (Sverigetopplistan)               | 18                 |
| Suisse (Schweizer Hitparade)            | 10                 |

### Classements de fin d'année
| Classement (2008)                  | Position |
| ---------------------------------- | -------- |
| Australie Singles Chart            | 13       |
| Australie Urban Chart              | 4        |
| Autriche Singles Chart             | 47       |
| Belgique Singles Chart (Flanders)  | 34       |
| Belgique Singles Chart (Wallonia)  | 69       |
| Canada Hot 100                     | 15       |
| France Singles Chart               | 20       |
| Allemagne (Official German Charts) | 43       |
| Hongrie Airplay Chart              | 89       |
| Nouvelle-Zélande Singles Chart     | 29       |
| Suisse Singles Chart               | 54       |
| Royaume-Uni Singles Chart          | 46       |
| États-Unis Billboard Hot 100       | 49       |
| Classement (2009)                  | Position |
| European Hot 100 Singles           | 72       |
| Hongrie Singles Chart              | 96       |

### Classements de fin de décennie
| Classement (années 2000) | Position |
| ------------------------ | -------- |
| Australie Singles Chart  | 53       |

## Fiche technique
Adapté des crédits de la pochette de l'album Doll Domination
Technique
- Enregistré à : 2nd Floor Studios, Orlando et Chalice Recording Studios, Los Angeles, États-Unis.
- Contient un échantillonnage He's Always There, écrit par Jim McCarty et Paul Samwell-Smith.

Personnel
- Nicole Scherzinger - chant
- Rodney "Darkchild" Jerkins – auteur-compositeur, réalisateur, voix et mixage
- Rock City (Theron et Timothy Thomas) – auteurs-compositeurs, voix additionnelle
- Jim McCarty – auteur-compositeur
- Paul Samwell-Smith – auteur-compositeur
- Paul Foley – enregistrement
- Mike "Handz" Donaldson – enregistrement
- Roberto "Tito" Vazquez – enregistrement
- Spike Stent – mixage